# Saint-Léger-de-la-Martinière
Pour les articles homonymes, voir Saint-Léger.
Saint-Léger-de-la-Martinière est une commune déléguée de la commune de Melle, dans le Centre-Ouest de la France située dans le département des Deux-Sèvres en région Nouvelle-Aquitaine.

## Histoire
Louis Guerry, nommé chevalier de la légion d'honneur le 11 novembre 1924 pour sa 'bravoure sur les champs de bataille durant la guerre de 1870 et sa longévité en tant que maire', a été maire de l'Enclave durant près de 50 ans, entre octobre 1876 et avril 1925. Son frère Léon Guerry a été maire de Saint Léger les Melle entre mai 1910 et septembre 1923. Ce dernier a précédé le maire Théophile Touzeau, cousin du plus récent maire et conseiller général Emile Touzeau.
| Emile TOUZEAU 26/02/1913 09/10/2003 | Emile TOUZEAU 26/02/1913 09/10/2003                                                                                                  |
| --- | --- |
| Distinctions : Chevalier de la Légion d'Honneur Commandeur de l'Ordre du Mérite Agricole Officier des Palmes Académiques Caporal d'honneur des pompiers | Maire de L'ENCLAVE (1955/1973) Conseiller général du canton de MELLE (1958/1988) A participé activement à l'essor du canton mellois. |

Le 1er janvier 1973, les communes de Saint-Léger-lès-Melle et L'Enclave-de-la-Martinière fusionnent sous le nom de Saint-Léger-de-la-Martinière.
Le 1er janvier 2019, la commune fusionne avec Mazières-sur-Béronne, Melle, Paizay-le-Tort et Saint-Martin-lès-Melle pour former la commune nouvelle de Melle dont la création est actée par un arrêté préfectoral du 27 juin 2018.

## Héraldique
| Blason | Blasonnement : D’azur aux deux coquilles d’or percées de deux trous aux oreilles rangées en pal. |

## Politique et administration
| Période          | Période          | Identité             | Étiquette | Qualité                               |
| ---------------- | ---------------- | -------------------- | --------- | ------------------------------------- |
| décembre 1821    | janvier 1852     | Jacques Proust       |           | Maire de L'Enclave                    |
| octobre 1838     | octobre 1879     | Georges Bougouin     |           | Maire de Saint Léger lès Melle        |
| novembre 1852    | avril 1870       | Pierre Dubreuil      |           | Maire de L'Enclave                    |
| juin 1872        | décembre 1907    | Pierre Brun          |           | Maire de Saint Léger Lès Melle        |
| octobre 1876     | avril 1925       | Louis Guerry         |           | Maire de l'Enclave                    |
| mai 1910         | septembre 1923   | Léon Guerry          |           | Maire de Saint Léger lès Melle        |
| octobre 1923     | janvier 1934     | Théophile Touzeau    |           | Maire de Saint Léger lès Melle        |
| mai 1934         | mai 1935         | Alexandre Guerry     |           | Maire de Saint Léger Lès Melle        |
| mai 1935         | mai 1940         | Daniel Touzeau       |           | Maire de Saint Léger Lès Melle        |
| 1955             | 1973             | Emile Touzeau        |           | Maire de l'Enclave                    |
| mars 2001        | mars 2008        | Marcel Vézien        |           | Maire de Saint Léger de la Martinière |
| mars 2008        | 1er janvier 2019 | Christophe Labrousse |           | Maire de Saint Léger de la Martinière |
| 1er janvier 2019 |                  | Christophe Labrousse |           | Maire délégué de la Commune de Melle  |

## Démographie
En 1973, Saint-Léger-lès-Melle et L'Enclave-de-la-Martinière fusionnent sous le nom de Saint-Léger-de-la-Martinière.

### Avant la fusion des communes de 1973
| 1793 | 1800 | 1806 | 1821 | 1831 | 1836 | 1841 | 1846 |
| ---- | ---- | ---- | ---- | ---- | ---- | ---- | ---- |
| 708  | 655  | 719  | 826  | 757  | 744  | 803  | 800  |

| 1851 | 1856 | 1861 | 1866 | 1872 | 1876 | 1881 | 1886 |
| ---- | ---- | ---- | ---- | ---- | ---- | ---- | ---- |
| 765  | 764  | 782  | 779  | 747  | 738  | 788  | 806  |

| 1891 | 1896 | 1901 | 1906 | 1911 | 1921 | 1926 | 1931 |
| ---- | ---- | ---- | ---- | ---- | ---- | ---- | ---- |
| 814  | 816  | 788  | 765  | 745  | 687  | 651  | 662  |

| 1936 | 1946 | 1954 | 1962 | 1968 | - | - | - |
| ---- | ---- | ---- | ---- | ---- | - | - | - |
| 661  | 688  | 702  | 671  | 626  | - | - | - |

| 1793 | 1800 | 1806 | 1821 | 1831 | 1836 | 1841 | 1846 |
| ---- | ---- | ---- | ---- | ---- | ---- | ---- | ---- |
| 499  | 348  | 378  | 544  | 580  | 550  | 543  | 544  |

| 1851 | 1856 | 1861 | 1866 | 1872 | 1876 | 1881 | 1886 |
| ---- | ---- | ---- | ---- | ---- | ---- | ---- | ---- |
| 554  | 568  | 577  | 560  | 581  | 558  | 518  | 560  |

| 1891 | 1896 | 1901 | 1906 | 1911 | 1921 | 1926 | 1931 |
| ---- | ---- | ---- | ---- | ---- | ---- | ---- | ---- |
| 502  | 542  | 509  | 521  | 516  | 458  | 413  | 376  |

| 1936 | 1946 | 1954 | 1962 | 1968 | - | - | - |
| ---- | ---- | ---- | ---- | ---- | - | - | - |
| 382  | 371  | 394  | 405  | 330  | - | - | - |

### Après la fusion des communes
À partir du XXIe siècle, les recensements réels des communes de moins de 10 000 habitants ont lieu tous les cinq ans. Pour Saint-Léger-de-la-Martinière, cela correspond à 2007, 2012, 2017, etc. Les autres dates de « recensements » (2006, 2009, etc.) sont des estimations légales.
| 1975 | 1982 | 1990  | 1999  | 2006 | 2007 | 2012  | 2016 |
| ---- | ---- | ----- | ----- | ---- | ---- | ----- | ---- |
| 953  | 924  | 1 061 | 1 023 | 995  | 991  | 1 015 | 967  |

## Lieux et monuments
- Église Saint-Léger-les-Melle de Saint-Léger-de-la-Martinière. L'édifice a été inscrit au titre des monuments historique en 1988[11].

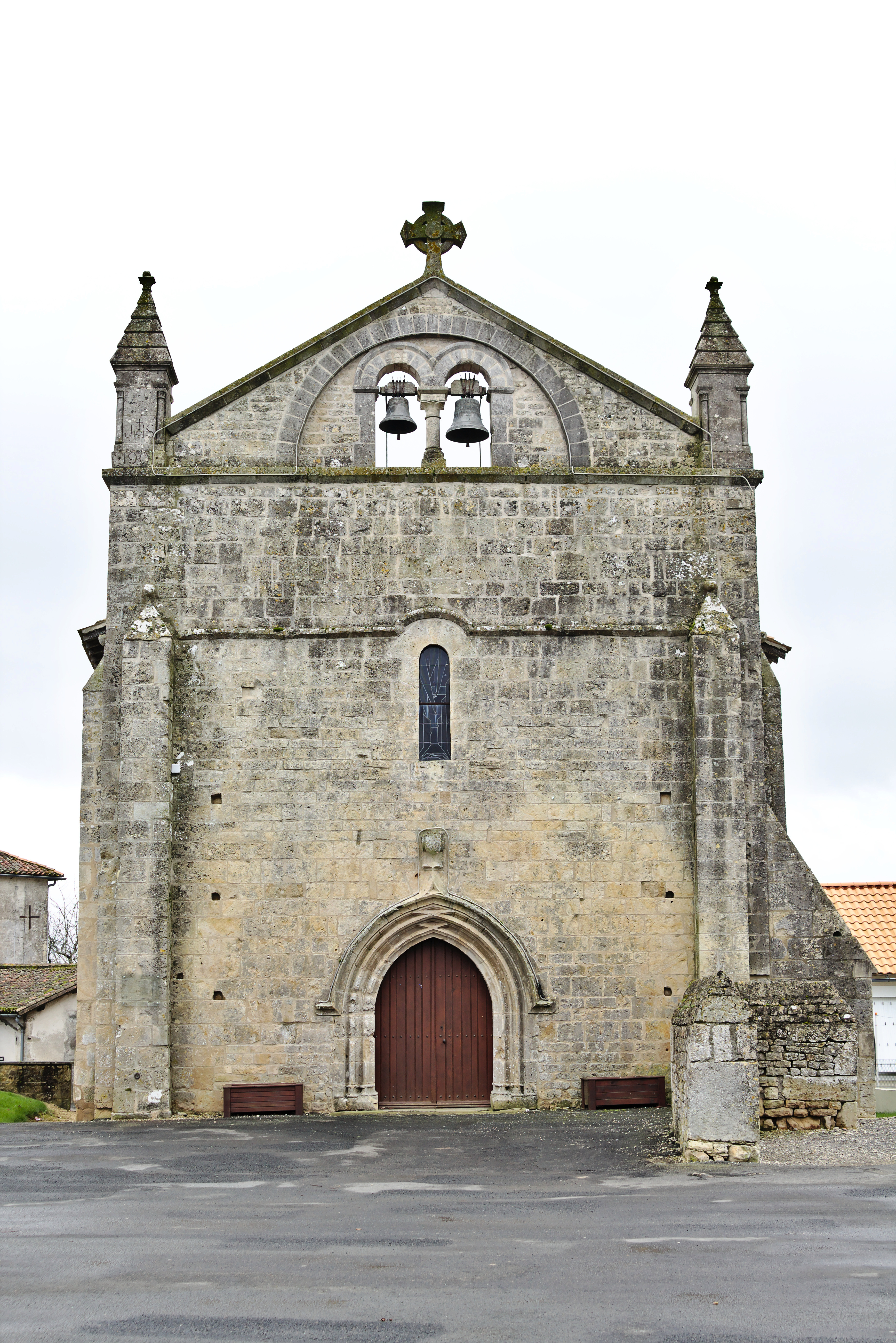
Église Saint-Léger-lès-Melle.
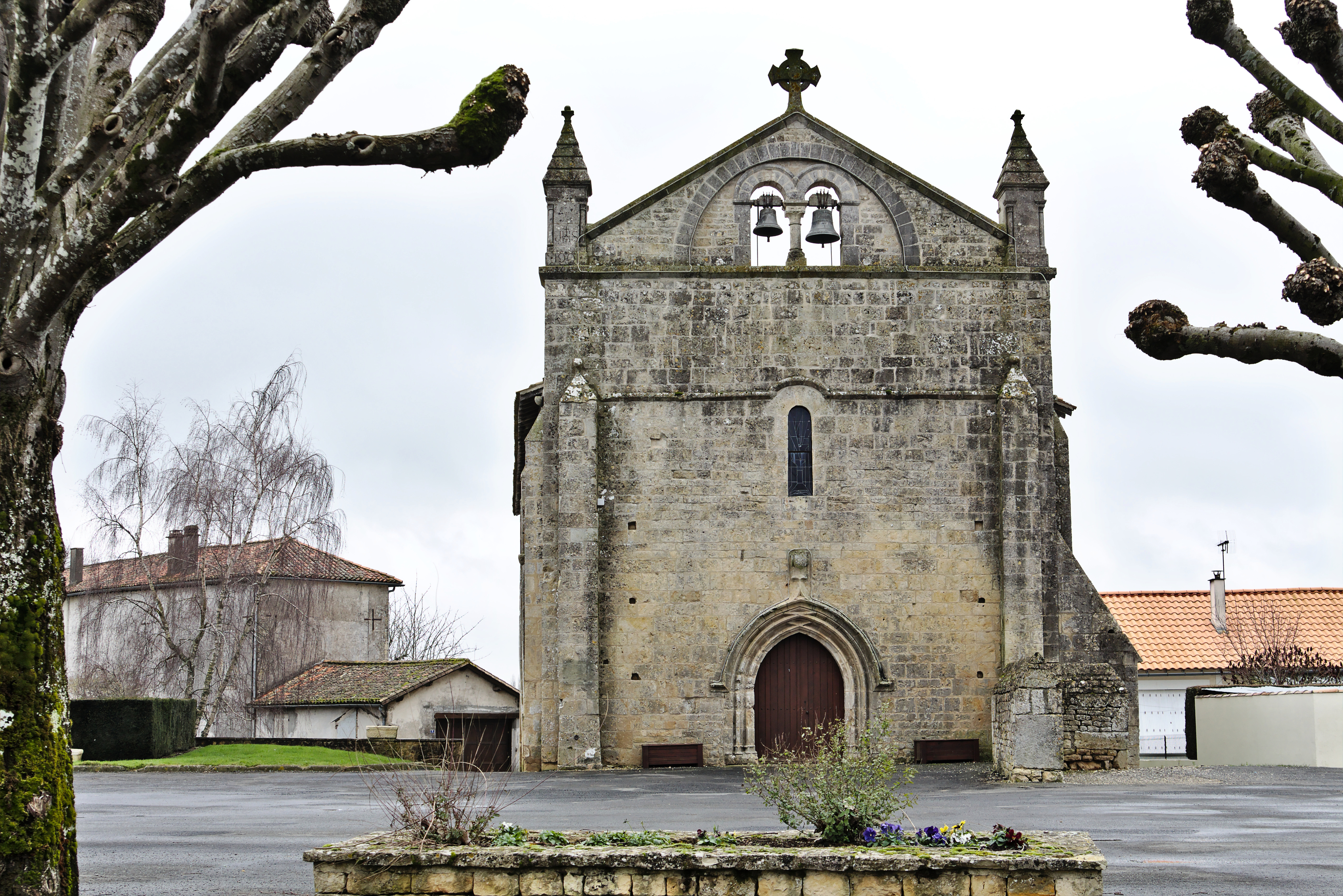
Église Saint-Léger-lès-Melle.

## Personnalités liées à la commune
L'arrière grand-père de l'ancien Président de la République Française François Hollande, Victor Patrice, né le 19 juillet 1867 à Mainxe-Gondeville, s'est uni le 24 août 1891 dans la commune de Saint-Léger-lès-Melle à Marie Louise Lauquin, née le 11 janvier 1873 à Melle. De cette union naquit Antoinette Patrice le 12 juin 1893 à Saint-Léger-de-la-Martinière, institutrice à Chinon et professeur à l'École supérieure de Pons, mariée le 30 juillet 1919 à Cognac avec Gustave Léopold Henri Joseph Hollande, né le 3 avril 1893 à Plouvain.